# Campeonato Mundial de Natação em Piscina Curta de 2014 - 100 m peito feminino
A prova dos 100 metros nado peito feminino do Campeonato Mundial de Natação em Piscina Curta de 2014 foi disputado entre 5 e 6 de dezembro no Centro Aquático Aspire Sports Complex em Doha.

## Recordes
Antes desta competição, os recordes mundiais e do campeonato nesta prova eram os seguintes:
|    | Nome           | Nacionalidade | Tempo   | Local    | Data                   |
| -- | -------------- | ------------- | ------- | -------- | ---------------------- |
| WR | Rūta Meilutytė | Lituânia      | 1:02.36 | Moscou   | 12 de outubro de 2013  |
| CR | Rūta Meilutytė | Lituânia      | 1:03.52 | Istambul | 15 de dezembro de 2012 |

Os seguintes recordes foram estabelecidos durante a competição: 
| Data          | Prova     | Nome           | Nacionalidade | Tempo   | Recorde |
| ------------- | --------- | -------------- | ------------- | ------- | ------- |
| 5 de dezembro | Semifinal | Rūta Meilutytė | Lituânia      | 1:02.43 | CR      |
| 6 de dezembro | Final     | Alia Atkinson  | Jamaica       | 1:02.36 | CR, WR  |

## Medalhistas
| Ouro                | Prata                | Bronze               |
| Alia Atkinson (JAM) | Rūta Meilutytė (LTU) | Moniek Nijhuis (NED) |

## Resultados

### Eliminatórias
As eliminatórias ocorreram dia 5 de dezembro.
| Colocação | Bateria | Raia | Nome                      | Nacionalidade    | Tempo   | Notas |
| --------- | ------- | ---- | ------------------------- | ---------------- | ------- | ----- |
| 1         | 5       | 5    | Moniek Nijhuis            | Países Baixos    | 1:04.32 | Q     |
| 2         | 5       | 4    | Rūta Meilutytė            | Lituânia         | 1:04.47 | Q     |
| 3         | 3       | 2    | Shi Jinglin               | China            | 1:04.88 | Q     |
| 4         | 4       | 4    | Rikke Møller Pedersen     | Dinamarca        | 1:04.91 | Q     |
| 5         | 6       | 4    | Alia Atkinson             | Jamaica          | 1:04.98 | Q     |
| 6         | 5       | 3    | Kanako Watanabe           | Japão            | 1:05.04 | Q     |
| 7         | 6       | 8    | Emma Reaney               | Estados Unidos   | 1:05.17 | Q     |
| 8         | 4       | 6    | Fanny Lecluyse            | Bélgica          | 1:05.21 | Q     |
| 9         | 4       | 3    | Sally Hunter              | Austrália        | 1:05.24 | Q     |
| 10        | 4       | 7    | Viktoria Güneş            | Turquia          | 1:05.31 | Q     |
| 11        | 4       | 5    | Jennie Johansson          | Suécia           | 1:05.39 |       |
| 12        | 5       | 6    | Mariia Astashkina         | Rússia           | 1:05.53 |       |
| 13        | 6       | 3    | Leiston Pickett           | Austrália        | 1:05.62 | Q     |
| 14        | 4       | 8    | Jenna Laukkanen           | Finlândia        | 1:05.64 | Q     |
| 15        | 6       | 5    | Satomi Suzuki             | Japão            | 1:05.92 | Q     |
| 16        | 3       | 7    | Kierra Smith              | Canadá           | 1:06.13 |       |
| 16        | 6       | 1    | Tjaša Vozel               | Eslovênia        | 1:06.13 |       |
| 16        | 6       | 2    | Melanie Margalis          | Estados Unidos   | 1:06.13 |       |
| 19        | 4       | 0    | Sophie Taylor             | Reino Unido      | 1:06.14 |       |
| 19        | 6       | 7    | Vanessa Grimberg          | Alemanha         | 1:06.14 |       |
| 21        | 4       | 1    | Jèssica Vall Montero      | Espanha          | 1:06.22 |       |
| 22        | 5       | 8    | Hrafnhildur Lúthersdóttir | Islândia         | 1:06.26 |       |
| 23        | 6       | 0    | Petra Chocová             | Chéquia          | 1:06.43 |       |
| 24        | 5       | 7    | Arianna Castiglioni       | Itália           | 1:06.49 |       |
| 25        | 5       | 2    | Ganna Dzerkal             | Ucrânia          | 1:06.50 |       |
| 26        | 5       | 0    | Mariya Liver              | Ucrânia          | 1:06.60 |       |
| 27        | 4       | 2    | Tera van Beilen           | Canadá           | 1:06.61 |       |
| 28        | 6       | 6    | Valentina Artemeva        | Rússia           | 1:06.80 |       |
| 29        | 5       | 1    | Amit Ivry                 | Israel           | 1:07.24 |       |
| 30        | 4       | 9    | Zhang Xinyu               | China            | 1:07.36 |       |
| 31        | 6       | 9    | Ana Carla Carvalho        | Brasil           | 1:07.82 |       |
| 32        | 3       | 8    | Hannah Miley              | Reino Unido      | 1:07.86 |       |
| 33        | 3       | 5    | Lisa Zaiser               | Áustria          | 1:07.97 |       |
| 34        | 3       | 4    | Julia Sebastian           | Argentina        | 1:08.45 |       |
| 35        | 3       | 3    | Tatjana Schoenmaker       | África do Sul    | 1:08.62 |       |
| 36        | 5       | 9    | Ana Radić                 | Croácia          | 1:09.04 |       |
| 37        | 2       | 2    | Fanni Gyurinovics         | Hungria          | 1:09.27 |       |
| 38        | 3       | 1    | Gulsen Samancı            | Turquia          | 1:09.32 |       |
| 39        | 3       | 9    | Emily Visagie             | África do Sul    | 1:09.33 |       |
| 40        | 3       | 0    | Tatiana Chişca            | Moldávia         | 1:09.63 |       |
| 41        | 2       | 3    | Amira Kouza               | Argélia          | 1:10.01 |       |
| 42        | 2       | 4    | Karleen Kersa             | Estónia          | 1:10.38 |       |
| 43        | 3       | 6    | Dariya Talanova           | Quirguistão      | 1:10.77 |       |
| 44        | 2       | 6    | Daniela Lindemeier        | Namíbia          | 1:10.79 |       |
| 45        | 2       | 1    | Lin Pei-wun               | Taipé Chinesa    | 1:11.19 |       |
| 46        | 2       | 7    | Sofía López               | Paraguai         | 1:12.41 |       |
| 47        | 2       | 0    | María Burgos              | Porto Rico       | 1:13.55 |       |
| 48        | 1       | 4    | Savannah Tkatchenko       | Papua-Nova Guiné | 1:14.88 |       |
| 49        | 1       | 3    | Oreoluwa Cherebin         | Granada          | 1:14.98 |       |
| 50        | 1       | 6    | Rachael Tonjor            | Nigéria          | 1:17.95 |       |
| 51        | 2       | 9    | Tegan McCarthy            | Papua-Nova Guiné | 1:18.51 |       |
| 52        | 1       | 5    | San Su Moe Theint         | Myanmar          | 1:18.63 |       |
| 53        | 1       | 2    | Bonita Imsirovic          | Botswana         | 1:20.10 |       |
| 54        | 2       | 5    | Maria Marzocchi           | Seicheles        | 1:27.12 |       |
| 55        | 1       | 7    | Angela Kendrick           | Ilhas Marshall   | 1:29.81 |       |
| 56        | 1       | 8    | Sogbadji Charmel          | Benim            | 1:41.42 |       |
| —         | 2       | 8    | Chade Nersicio            | Curaçau          |         | DNS   |
| —         | 1       | 1    | Niharika Tuladhar         | Nepal            |         | DSQ   |

### Prova extra
A prova extra foi disputado em 5 de dezembro. 
| Colocação | Raia | Nome         | Nacionalidade | Tempo   | Notas |
| --------- | ---- | ------------ | ------------- | ------- | ----- |
| 1         | 4    | Kierra Smith | Canadá        | 1:05.65 | Q     |
| 2         | 5    | Tjaša Vozel  | Eslovênia     | 1:06.35 |       |

### Semifinal
A semifinal  ocorreu dia 5 de dezembro. 

#### Semifinal 1
| Colocação | Raia | Nome                  | Nacionalidade | Tempo   | Notas |
| --------- | ---- | --------------------- | ------------- | ------- | ----- |
| 1         | 4    | Rūta Meilutytė        | Lituânia      | 1:02.43 | Q, CR |
| 2         | 5    | Rikke Møller Pedersen | Dinamarca     | 1:04.71 | Q     |
| 3         | 6    | Fanny Lecluyse        | Bélgica       | 1:04.87 | Q     |
| 4         | 3    | Kanako Watanabe       | Japão         | 1:05.21 |       |
| 5         | 8    | Kierra Smith          | Canadá        | 1:05.57 |       |
| 6         | 2    | Viktoria Güneş        | Turquia       | 1:05.67 |       |
| 7         | 1    | Jenna Laukkanen       | Finlândia     | 1:05.70 |       |
| 8         | 7    | Mariia Astashkina     | Rússia        | 1:05.72 |       |

#### Semifinal 2
| Colocação | Raia | Nome             | Nacionalidade  | Tempo   | Notas |
| --------- | ---- | ---------------- | -------------- | ------- | ----- |
| 1         | 3    | Alia Atkinson    | Jamaica        | 1:03.59 | Q     |
| 2         | 4    | Moniek Nijhuis   | Países Baixos  | 1:03.96 | Q     |
| 3         | 2    | Sally Hunter     | Austrália      | 1:04.23 | Q     |
| 4         | 5    | Shi Jinglin      | China          | 1:04.54 | Q     |
| 5         | 7    | Jennie Johansson | Suécia         | 1:05.04 | Q     |
| 6         | 6    | Emma Reaney      | Estados Unidos | 1:05.50 |       |
| 7         | 1    | Leiston Pickett  | Austrália      | 1:05.60 |       |
| 8         | 8    | Satomi Suzuki    | Japão          | 1:05.90 |       |

### Final
A final teve sua disputa realizada em 6 de dezembro. 
| Colocação         | Raia | Nome                  | Nacionalidade | Tempo   | Notas  |
| ----------------- | ---- | --------------------- | ------------- | ------- | ------ |
| Medalha de ouro   | 5    | Alia Atkinson         | Jamaica       | 1:02.36 | CR, WR |
| Medalha de prata  | 4    | Rūta Meilutytė        | Lituânia      | 1:02.46 |        |
| Medalha de bronze | 3    | Moniek Nijhuis        | Países Baixos | 1:04.03 |        |
| 4                 | 2    | Shi Jinglin           | China         | 1:04.52 |        |
| 5                 | 6    | Sally Hunter          | Austrália     | 1:04.82 |        |
| 6                 | 7    | Rikke Møller Pedersen | Dinamarca     | 1:04.84 |        |
| 7                 | 8    | Jennie Johansson      | Suécia        | 1:05.08 |        |
| 8                 | 1    | Fanny Lecluyse        | Bélgica       | 1:05.58 |        |

Legenda
| Recorde mundial       | Recorde mundial (World record)               |                       | Recorde africano                      | Recorde africano (African) |                                           | Q | Classificado por posição (Qualified) |
| Recorde do campeonato | Recorde do campeonato (Championship record)  | Recorde da América    | Recorde da América (Americas)         | q                          | Classificado por melhor tempo (Qualified) |   |                                      |
| Melhor marca do ano   | Melhor marca do ano (World leading)          | Recorde asiático      | Recorde asiático (Asian)              | DNS                        | Não largou (Did not start)                |   |                                      |
| Recorde nacional      | Recorde nacional (National record)           | Recorde europeu       | Recorde europeu (European)            | DNF                        | Não terminou (Did not finish)             |   |                                      |
| Recorde pessoal       | Recorde pessoal do atleta (Personal best)    | Recorde da Oceania    | Recorde da Oceania (Oceania)          | DSQ / DQ                   | Desclassificado (Disqualified)            |   |                                      |
| Recorde da temporada  | Recorde da temporada do atleta (Season best) | Recorde sul-americano | Recorde sul-americano (South America) | NM                         | Sem marca (No mark)                       |   |                                      |